# Krymsk
Krymsk (Russisch: Крымск) is een Russische stad in kraj Krasnodar gelegen aan de Adagum, een zijrivier van de Koeban.
Vanaf 1858 was op deze plaats de stanitsa Krymskaya vernoemd naar het daar gelegerde regiment van Krim-Kozakken. In 1958 werd de stanitsa opgewaardeerd tot stad onder de huidige naam. De regio is een wingebied van aardolie en is tevens een landbouwcentrum. In de Tweede Wereldoorlog was Krymsk van augustus 1942 tot mei 1943 door de Duitsers bezet. In 2012 waren er overstromingen in het gebied waarbij in de regio Krymsk 50 mensen omkwamen. De stad ligt aan de doorgaande weg M-4.

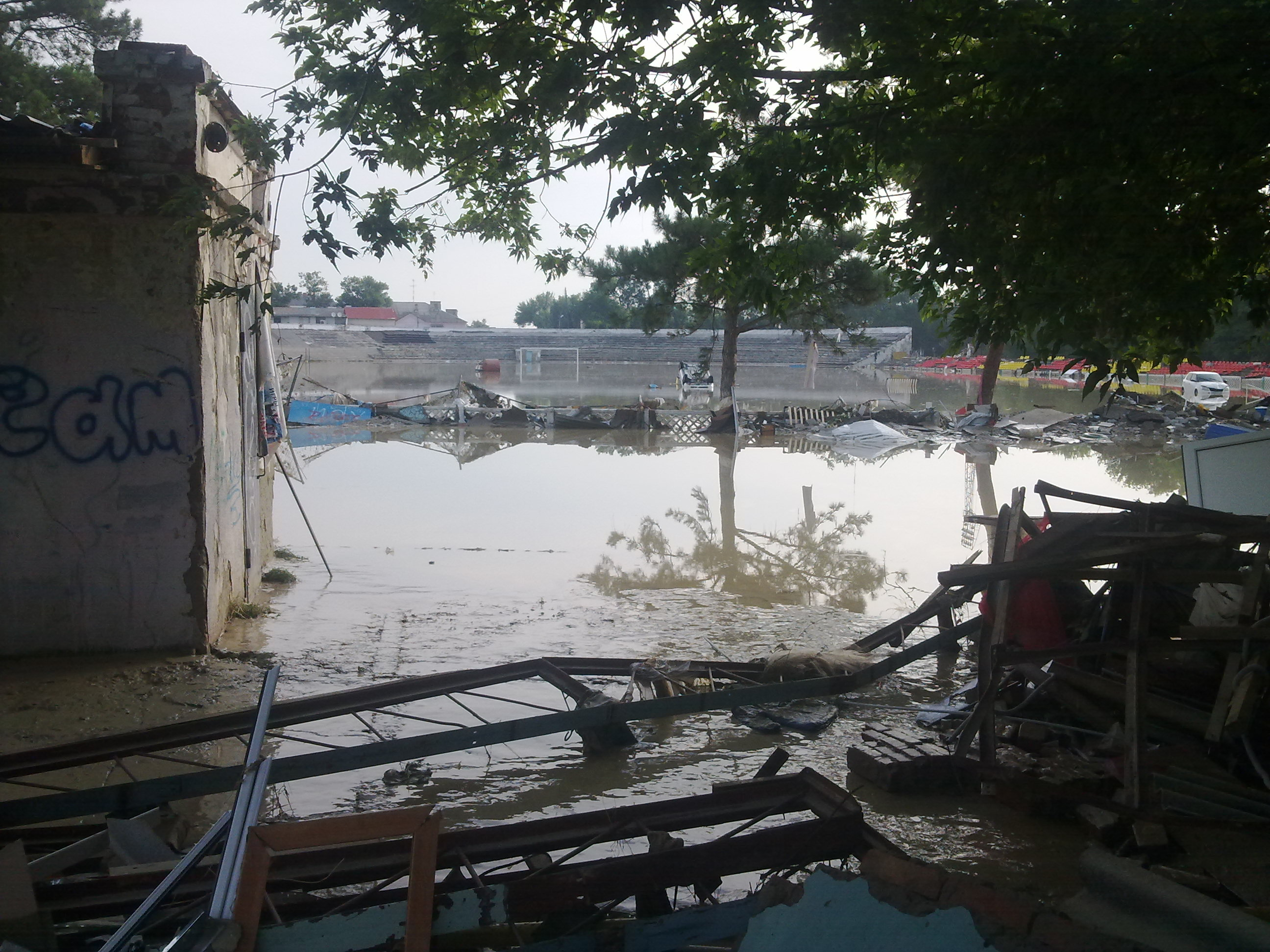
Overstroming in Krymsk in 2012

Bestuurlijk centrum: Krasnodar

Steden: Abinsk · Anapa · Apsjeronsk · Armavir · Beloretsjensk · Chadyzjensk · Gelendzjik · Goelkevitsji · Gorjatsji Kljoetsj · Jejsk · Koerganinsk · Korenovsk · Kropotkin · Krymsk · Labinsk · Novokoebansk · Novorossiejsk · Oest-Labinsk · Primorsko-Achtarsk · Slavjansk aan de Koeban · Sotsji · Temrjoek · Tichoretsk · Timasjovsk · Toeapse

Districten: Abinski · Anapski · Apsjeronski · Beloglinski · Beloretsjenski · Brjoekchovetski · Dinskoj · Goelkevitsjski · Jejski · Kalininski · Kanevskoj · Kavkazski · Koerganinski · Koesjtsjovski · Korenovski · Krasnoarmejski · Krylovski · Krymski · Labinski · Leningradski · Mostovski · Novokoebanski · Novopokrovski · Oespenski · Oest-Labinski · Otradnenski · Pavlovski · Primorsko-Achtarski · Severski · Sjtsjerbinovski · Slavjanski · Starominski · Tbilisski · Temrjoekski · Tichoretski · Timasjovski · Toeapsinski · Vyselkovski